# Idée de référence
Les idées de référence sont un symptôme observé au cours de certaines affections psychiatriques correspondant à la croyance selon laquelle certains éléments de l'environnement possèderaient une signification personnelle et inhabituelle. 
À un degré supplémentaire, les idées de référence peuvent constituer des idées délirantes qui sont observées au cours des psychoses, par exemple la schizophrénie.

## Manifestations typiques
Un sujet manifestant de tels symptômes peut éprouver les impressions suivantes :
- les émissions de télévision, de radio parlent de lui ou s'adressent directement à lui ;
- les titres des journaux ou leurs articles lui sont destinés ;
- des personnes étrangères à son entourage lui laissent des signes ou parlent de lui derrière son dos ;
- les événements (même de portée mondiale) revêtent un sens particulier pour lui ;
- des objets ou situations ont été conçus délibérément pour lui envoyer un message.

Les événements, les personnes, les objets acquièrent un sens nouveau et inhabituel par lequel la personne se sent concernée. Des idées de référence sont présentes dans le trouble de la personnalité schizotypique. 